# Вореа
Вореа је насеље у Италији у округу Ређо ди Калабрија, региону Калабрија.
Према процени из 2011. у насељу је живело 145 становника. Насеље се налази на надморској висини од 91 м.